# カットワーク

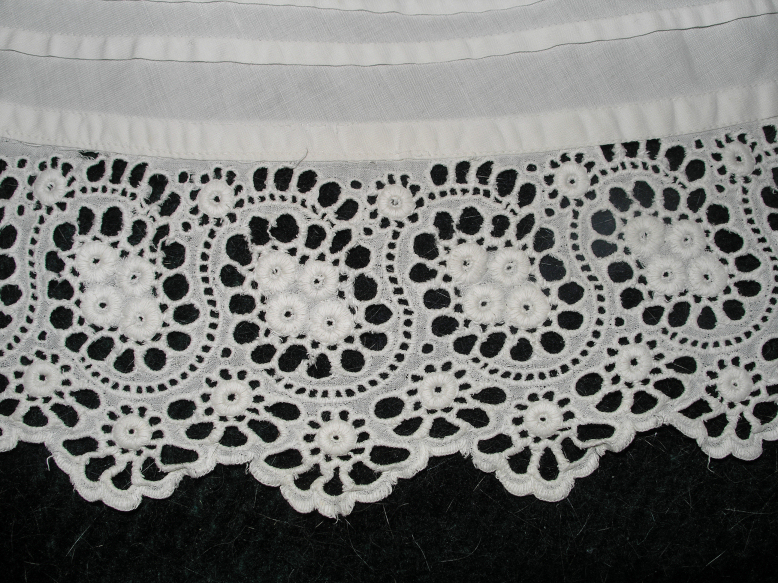
木綿製ペティコートの裾に施されたカットワーク。

カットワーク（英: cutwork）は布地に刺繍を施し、内側を切り抜いてレース模様を作る手法。布レースの一種であり、白糸刺繍とも呼ばれる。立体感のある優美な装飾性があり、洗濯がきくため実用品にもしばしば利用される。具体的には、寝具などの室内装飾品、ブラウスやワンピースなど服飾品の衿、袖、裾などに部分的に使われる。
土台となる布は、織り目がつんでほつれにくい、上質の麻、オーガンジー、木綿、絹、薄手の毛織物が使われる。刺繍は一般に白糸（場合によっては色糸）を使い、図柄の輪郭線をボタンホール・ステッチ、ブランケット・ステッチなどでかがる。切り取る部分が大きい場合は、間に糸 (ブレード、braid）を渡すこともある。
7世紀にはすでにヨーロッパで高度な技法が見られ、僧服、ハンカチーフ、枕カバー、シーツなどで使われていた。13世紀以降は特に発展し、14世紀-16世紀にかけてヴェネツィア製の精巧なカットワークが宮廷服や僧服で愛用された。16世紀にはニードルポイント・レースが生まれ、これが現代のレースの原型となった。現代では家内工業で大量生産される。
日本には宣教師たちが明治初年にもたらし、上流家庭のクッション、テーブルクロスなどで使われた。